# Galba
Servio Galba Cesare Augusto, nato Servio Sulpicio Galba e meglio conosciuto semplicemente come Galba, (in latino Servius Galba Caesar Augustus; Terracina, 24 dicembre 3 a.C. – Roma, 15 gennaio 69) è stato un imperatore romano.
Percorse l'intero cursus honorum fino al consolato e agli incarichi di governatore in Germania superiore, Africa proconsolare e nella Hispania Tarraconensis; sostenne la rivolta di Giulio Vindice e, alla morte sia di quest'ultimo che di Nerone ascese al trono, primo a regnare durante l'Anno dei quattro imperatori.  Dopo appena sette mesi di governo il 15 gennaio del 69 fu deposto e assassinato dai pretoriani, che nominarono imperatore Otone

## Biografia

### Origini familiari e giovinezza
Servio Sulpicio Galba nacque il 3 a.C. a Terracina da Gaio Sulpicio Galba e Mummia Acaica, entrambi discendenti da famiglie di antica nobiltà. Dal lato paterno, infatti, era erede dell'antica Gens Sulpicia, di cui occorre ricordare il console Servio Sulpicio Galba, uno dei più grandi oratori del tempo e il pretore Servio Sulpicio Galba, uno dei cesaricidi.
Il figlio di quest'ultimo, Servio Sulpicio Galba, nonno dell'imperatore, fu più insigne per gli studi di storia che per gli uffici conseguiti, non essendo andato oltre il grado di pretore. Il di lui figlio, Gaio Sulpicio Galba, fu un avvocato assai stimato, sebbene fosse assai basso, gobbo e di scarsa facondia, e divenne consul suffectus nel 5 a.C.
Si sposò due volte: dalla prima moglie, Mummia Acaica, pronipote di Lucio Mummio Acaico, conquistatore di Corinto, ebbe due figli (Gaio e appunto Servio), mentre non sono noti altri eredi dalla seconda, Livia Ocellina. A seguito della morte della madre, Servio fu adottato dalla matrigna, prese il nome gentilizio di Livio e il cognome di Ocella, mutando il prenome da Servio a Lucio.

### Carriera politica

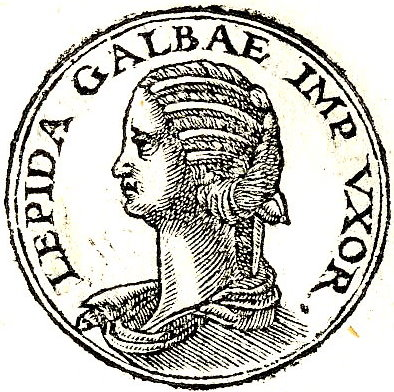
Ritratto di Emilia Lepida, moglie di Galba, tratto dal "Promptuarii Iconum Insigniorum

Come il fratello Gaio Sulpicio Galba prima di lui, intraprese l'attività politica, ma con maggior fortuna. Il fratello riuscì a raggiungere il rango consolare nel 22 e si suicidò quando Tiberio gli impedì di sorteggiare il consolato che legalmente gli spettava; l'ascesa di Servio Galba fu profetizzata da Augusto e da Tiberio, il quale gli disse: "Anche tu, Galba, assaggerai l'impero".
Sposò Emilia Lepida, identificata come la figlia di Manio Emilio Lepido, console nell'11, da cui ebbe due figli che sarebbero morti, insieme alla madre, a seguito di un'epidemia; non si lasciò attirare, da sposato o da vedovo, da alcuna tentazione, neppure da Agrippina, che gli aveva prodigato ogni sorta di profferte quando Lepida era ancora in vita, tanto che in una riunione di matrone la madre di Lepida l'aveva coperta di ingiurie per poi schiaffeggiarla.
Grazie anche al favore di Livia Augusta, che gli lasciò anche un legato di 50 milioni di sesterzi - in realtà mai pagati da Tiberio - sin dalla giovinezza esercitò il cursus honorum. In qualità di pretore, attorno al 30, diede nella celebrazione dei Ludi Floreali lo spettacolo degli elefanti funamboli; fu console nel 33; nell'intervallo tra le due cariche divenne Legatus Augusti pro praetore in Gallia Aquitania e Germania superiore, dove divenne noto per la sua imparziale severità. Infatti, nel comando in Germania, interdisse le domande dei congedi, ritemprò veterani e reclute con assidue esercitazioni, respinse gli assalti dei Germani e ottenne tali successi che nessuno ottenne elogi e premi maggiori di lui.
Alla morte di Caligola rifiutò l'invito dei suoi amici di farsi avanti per l'impero e servì lealmente Claudio che, in riconoscenza di ciò, lo accolse nella sua cerchia più ristretta di amici e lo tenne in così grande considerazione da rimandare la spedizione britannica avendo saputo di una sua malattia. Nel biennio 44-46 resse l'Africa proconsolare che, turbata da disordini, discordie intestine e incursioni dei barbari, con lui trovò un periodo di pace; per i suoi successi ottenne le insegne trionfali e il sacerdozio ai collegi dei Quindicemviri, dei Tizii e degli Augustali.
Con l'ascesa al trono di Nerone visse in disparte nelle sue proprietà a Fondi e a Terracina, spostandosi raramente e mai senza portare con sé la propria fortuna privata di un milione di sesterzi; poi, nel 61, ricevette dall'imperatore il comando della Spagna Tarraconense. Resse per otto anni questa provincia, ma in modo discontinuo: nei primi anni fu attivo, impetuoso, se non eccessivo, nella repressione delle colpe, tanto da far amputare le mani a un usuraio e condannando alla crocifissione un cittadino romano (fatto assai inusuale, in quanto, per la sua natura infamante, la crocifissione era riservata agli schiavi), colpevole per aver ucciso il suo pupillo. In seguito tenne un atteggiamento più cauto e dimesso, essendo solito affermare "perché nessuno è costretto a rendere conto di ciò che non fa".

### Ascesa al trono (68)
il vaticinio delfico:

"Dei settantatré anni abbia paura".

Ha trent'anni. Assai lunga

è la scadenza che concede il dio,

per angosciarsi dei rischi futuri.

Ora ritornerà a Roma, un poco stanco,

divinamente stanco di quel viaggio,

che fu tutto giornate di piacere,

nei giardini, ai teatri, nei ginnasi...

Sere delle città d'Acaia... Oh, gusto,

gusto dei corpi nudi, innanzi tutto...

Così Nerone. Nella Spagna, Galba

segretamente aduna le sue truppe

e le tempra, il vegliardo d'anni settantatré.»
(da La scadenza di Nerone di Costantino Kavafis)
Nella primavera del 68, mentre teneva un'assemblea provinciale a Cartago Nova, Galba fu informato delle rivolte in Gallia e ben presto ricevette numerose lettere da Giulio Vindice, che lo esortava a "farsi difensore e condottiero del genere umano" e della conseguente intenzione di Nerone di metterlo a morte. Incoraggiato anche dai numerosi auspici e presagi, uno dei quali affermava chiaramente che "un giorno dalla Spagna sorgerà un principe e signore del mondo", si schierò con i ribelli; in un discorso deplorò ufficialmente il malgoverno neroniano, rifiutò il titolo di "Imperator", preferendo quello di "Legato del senato e del popolo romano", e infine arruolò nuove legioni e milizie ausiliarie.
Il suicidio di Vindice, avvenuto a seguito di uno scontro con i soldati di Lucio Virginio Rufo, governatore della Germania Superiore, e un tentativo di assassinio ai suoi danni, compiuto da alcuni servi al servizio di Nerone, lo gettarono nella più cupa disperazione e per poco non giunse a togliersi la vita. La situazione si capovolse quando la guardia pretoriana, sotto il comando di Ninfidio Sabino, abbandonò Nerone, che lasciò Roma; a tal punto il Senato lo depose e inviò soldati per metterlo a morte; vistosi perduto, Nerone si suicidò il 9 giugno del 68. Subito Galba, che si era rifugiato a Clunia, una delle città più importanti nel nord dell'Hispania, ricevuta la notizia della morte di Nerone e l'investitura del Senato, abbandonò il titolo di "Legato del senato e del popolo romano", assunse quello di "Cesare Augusto" e radunò le proprie forze per marciare su Roma.

### Regno

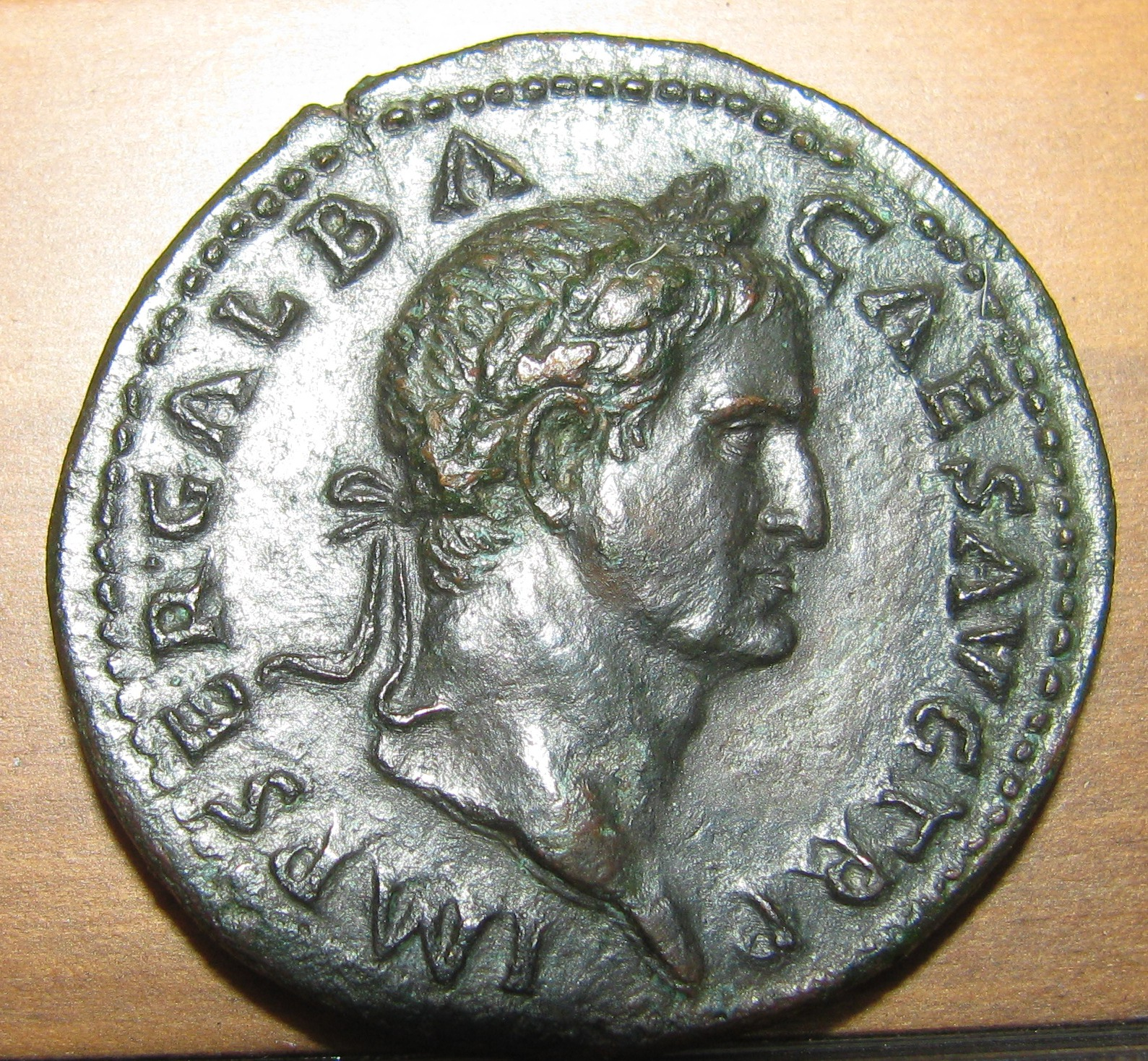
Moneta imperiale romana raffigurante Galba, Musée des beaux-arts (Lione)

Il suo potere, tuttavia, ben presto apparve estremamente debole e precario, dal momento che di colpo si era svelata la segreta possibilità di eleggere l'imperatore anche distante da Roma. Infatti, ben presto il governatore della Germania Inferiore Fonteio Capitone e quello dell'Africa Lucio Clodio Macro, indispensabile per i rifornimenti di grano a Roma, iniziarono a cospirare contro il nuovo sovrano.
A Roma, inoltre, approfittando della lentezza di Galba, Ninfidio Sabino iniziò anch'egli a sobillare i pretoriani per preparare in proprio un colpo di Stato, ma il suo tentativo fu scoperto ed egli assassinato. Il viaggio di Galba per raggiungere Roma fu assai lento e segnato dal sangue e dai tumulti, poiché l'imperatore aveva punito con dure contribuzioni le città e le popolazioni che avevano esitato a sostenerlo e condannato a morte per alto tradimento e senza processo il console designato Cingonio Varrone e il consolare Petronio Turpilliano.
Giunto a Roma nell'ottobre del 68, impose ai marinai reclutati da Nerone in una legione di ritornare alla condizione originaria e, quando questi si ribellarono, fece reprimere la rivolta con estrema ferocia, facendoli caricare dalla cavalleria per poi decimarli. Poco tempo dopo, giunsero a Roma le notizie della morte di Clodio Macro e Fonteio Capitone, il primo assassinato da Trebonio Garuziano su ordine di Galba, il secondo per mano dei propri legati Cornelio Acquino e Fabio Valente, nell'indifferenza dell'imperatore.
Queste notizie e il sempre più grande ascendente dei liberti e dei cortigiani, tra i quali spiccavano quelli che il popolo definiva, per la loro influenza, i "tre pedagoghi" (Tito Vinio, già legato in Spagna, Cornelio Lacone, nuovo prefetto del pretorio e il liberto personale Icelo Marciano) e la loro avidità e inefficienza indebolirono ancor di più il prestigio del sovrano, al quale, ormai, ogni atto tornava a danno.

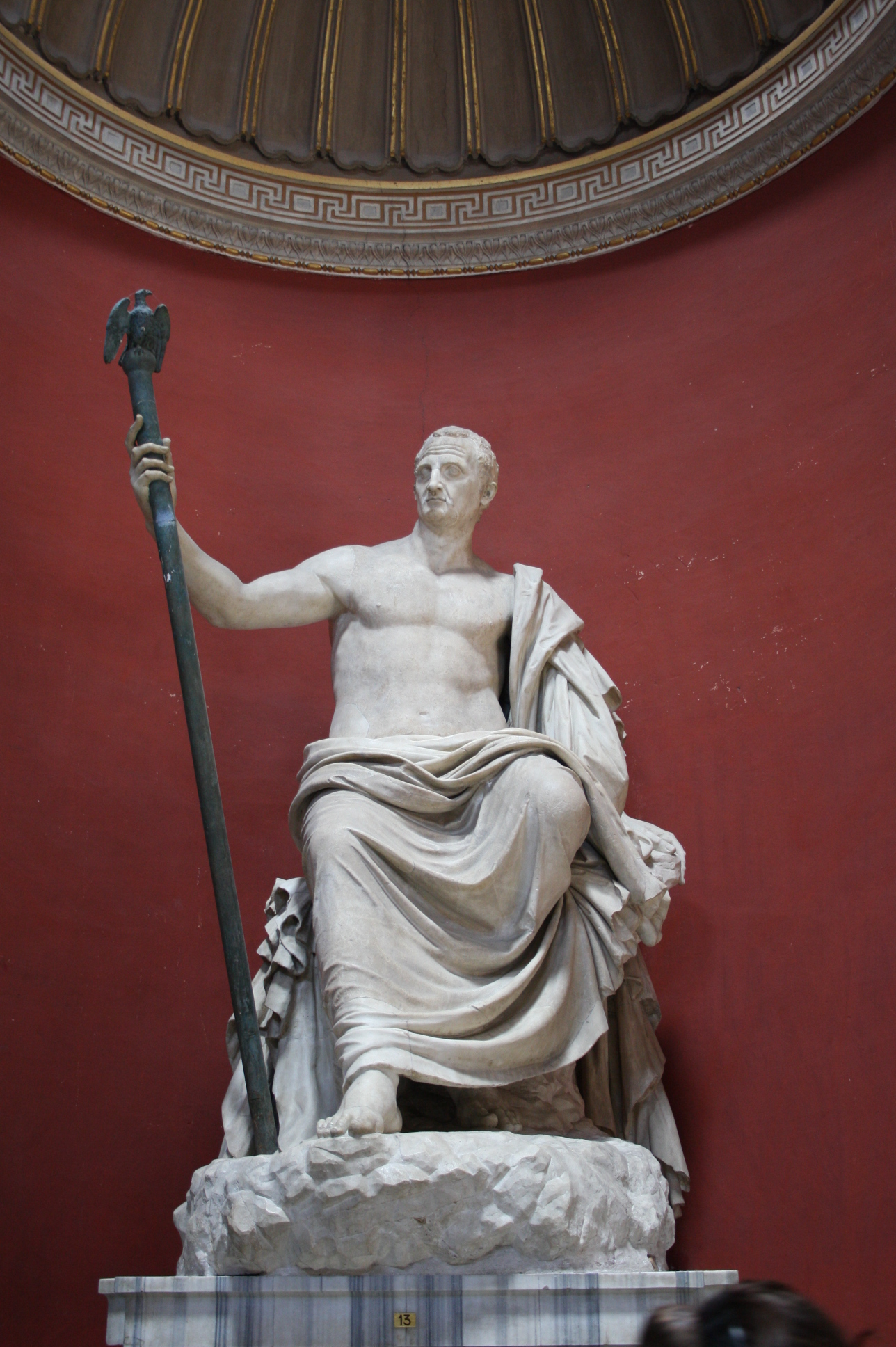
Ritratto (rielaborato) di Galba conservato nel Museo Pio-Clementino, Roma

La situazione era resa ancor più compromessa dallo stato disastroso delle pubbliche finanze, stremate dai 2 miliardi e 200 milioni di sesterzi elargiti da Nerone; per risanare il bilancio, l'imperatore adottò misure assai impopolari: rifiutò di pagare il donativo ai pretoriani, promesso da Ninfidio Sabino al momento della deposizione di Nerone e, tramite una commissione di equites, fece in modo che i beneficiari delle elargizioni restituissero quanto ricevuto, salvo il 10%, chiamando ad adempiere anche coloro i quali avevano acquisito i doni dai beneficiari originari.
In conseguenza di tutto ciò, Galba, già inviso ai soldati, perse anche l'appoggio di gran parte della popolazione cittadina e molti, soprattutto i più poveri, iniziarono a rimpiangere Nerone, anche perché la sua severità contrastava con la sua ghiottoneria e con il fasto dei banchetti di corte.

#### La ribellione delle legioni
Nel frattempo, la situazione nelle province della Gallia Belgica e della Germania superiore e inferiore precipitava, dal momento che, a seguito dell'allontanamento del popolare Virginio Rufo, Galba non solo non aveva adempiuto alla promessa del predecessore di ricompensare le truppe per la repressione della rivolta di Vindice, ma aveva anche tardato a nominare il successore, alimentando malcontento tra le truppe  che temevano di essere considerate favorevoli alla parte avversa.
Dopo alcuni mesi di stasi, in cui l'esercito fu praticamente lasciato a sé stesso, Galba si decise a inviare un nuovo legato nella Germania inferiore, scegliendo, tra lo stupore generale e su impulso di Tito Vinio, Aulo Vitellio, il cui unico merito era di essere figlio di Lucio Vitellio il Vecchio, censore e per tre volte console. Il nuovo generale, tuttavia, al di là del prestigio paterno, era praticamente sprovvisto di ogni attitudine al comando, debole di carattere e prodigo; giunse perfino al punto di baciare lungo tutta la strada i soldati, ai quali condonò le note infamanti.
A causa di tali atti divenne assai impopolare, finché, il 1º gennaio 69, due legioni dislocate nella provincia di confine della Germania Superiore ruppero il giuramento di fedeltà nei confronti di Galba e inviarono messi al Senato e al popolo romano affinché scegliessero un nuovo imperatore.
Scoppiata l'insurrezione, non solo Vitellio non fu capace di reprimerla, ma, debole qual era, fu accerchiato dai soldati nella sua tenda e indotto ad accettare la porpora imperiale. Il giorno seguente, anche le legioni della Germania Inferiore si ribellarono e il loro comandante Ordeonio Flacco, anziano e malato di gotta, pur deplorando l'insurrezione, accettò di porsi al servizio di Vitellio.

#### Adozione di Lucio Calpurnio Pisone Liciniano

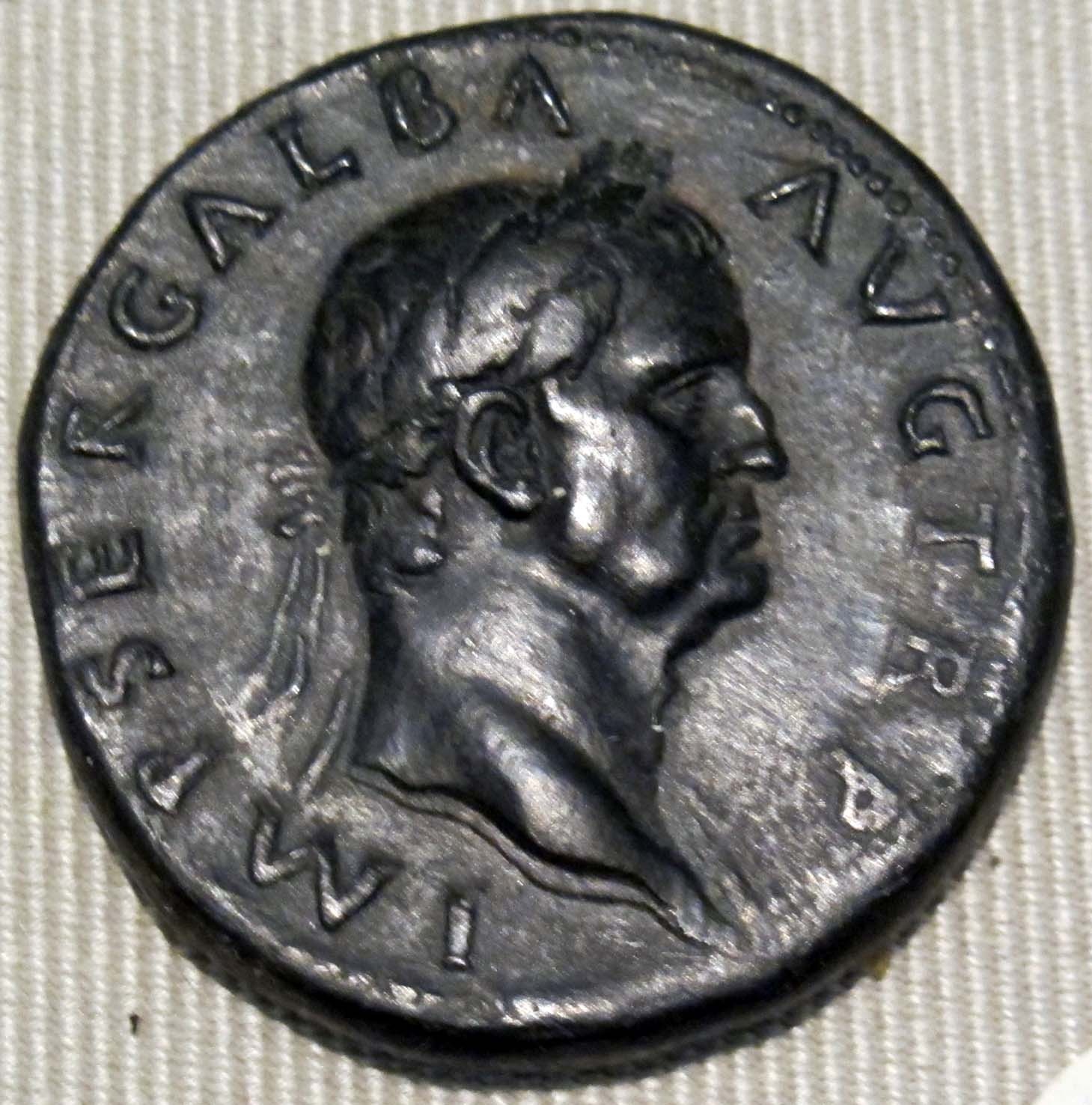
Galba, sesterzio in oricalco coniato a Roma

Ai primi di gennaio del 69, tramite una missiva del procuratore della Gallia Belgica Pompeo Propinquo, la notizia della rivolta raggiunse Roma e fece maturare in Galba la decisione a lungo meditata di adottare un coadiutore e successore.
Sin dall'inizio la scelta apparve contrastata, dal momento che Tito Vinio appoggiava apertamente Marco Salvio Otone, già governatore della Lusitania e uno dei più antichi sostenitori di Galba, ma ben noto per la sua condotta cupida, dissoluta e viziosa, mentre Icelo e il prefetto del pretorio Cornelio Lacone erano concordi nell'opporsi alla candidatura di Otone.
Inoltre, la scelta di Otone era sfavorita dal fatto che questi era stato tra i più vicini cortigiani di Nerone e complice in tutti i suoi vizi fino a quando fu esiliato in Lusitania a seguito del matrimonio con l'allora amante dell'imperatore, Poppea Sabina. Per tali motivi, Galba si oppose e gli antepose, probabilmente su consiglio di Cornelio Lacone, Lucio Calpurnio Pisone Liciniano, austero, onesto, integerrimo, nipote di Gaio Calpurnio Pisone, promotore e capo della congiura dei Pisoni contro il regime neroniano.
Ciò non bastò: infatti, Pisone, esule, era privo di esperienza amministrativa né era conosciuto presso i soldati e il 10 gennaio, quando l'adozione fu annunciata davanti ai pretoriani, ben pochi l'accolsero con favore, dato che Galba si era rigidamente rifiutato di disporre l'usuale donativo; così lo storico Tacito commentò tale decisione:
(Tacito, Historiae, I, 18)

#### La congiura
Con tale adozione, Galba finì per perdere uno dei suoi più antichi alleati, Otone, governatore della Lusitania. Questi sapeva che se si fosse attardato a reagire sarebbe stato esiliato, poiché ogni regnante sospetta e odia il più favorito successore. Conveniva quindi agire proprio nel periodo in cui l'autorità di Galba sarebbe stata instabile o quella di Pisone non ancora consolidata. Quindi Otone cercò di guadagnarsi l'appoggio dei soldati devolvendo grandi elargizioni, chiamandoli come pari e parlando male di Galba, ed era facile, poiché ai soldati la dottrina militare risultava particolarmente gravosa, costretti come furono ad attraversare i Pirenei e le Alpi, con estenuanti marce forzate, nel viaggio dalla Tarraconense.
Confidò a pochi i propri disegni, aizzando gli animi degli altri, e ben presto il "morbo" si diffuse in tutto l'esercito, perché ognuno era a conoscenza della precarietà della situazione in Germania. I soldati avrebbero scatenato la rivolta il 14 gennaio, mentre Otone tornava a casa da un banchetto, se non fossero stati scoraggiati dai rischi delle tenebre, dalla dispersione delle truppe su tutta la città e dall'ubriachezza della folla attorno, che avrebbe impedito loro un'azione organizzata. Si temeva che qualche altro soldato si sarebbe proclamato Otone, che era sconosciuto ai più.
Le poche informazioni che giunsero a Galba e che avrebbero potuto far intuire i pensieri dei soldati, vennero minimizzate dal prefetto Lacone, completamente all'oscuro di quanto stesse accadendo. Il 15 gennaio, invece, Otone, mentre stava assistendo ai sacrifici compiuti da Galba, fu informato da Onomasto (messo da lui a capo della congiura) che i soldati erano pronti. Andandosene con una scusa, fu salutato davanti al tempio di Saturno da 23 guardie del corpo, che lo trasportarono al campo dei pretoriani, mentre altri si univano. I tribuni ed i centurioni non opposero resistenza, perché erano convinti che ci fossero troppi corrotti per uscirne vivi.
Chi fu mandato da parte di Pisone a richiamare i distaccamenti illirici fu cacciato via e due primipili, mandati a far venire quelli germanici, li trovarono incerti, ben disposti ad aiutare Galba che si era preso cura di loro, ma in pessime condizioni fisiche dopo una lunga traversata. Si diffidava invece della legio I Adiutrix, che era stata trucidata da Galba appena insediato a Roma, la quale appunto supportò subito Otone. Furono inviati inoltre nel campo dei pretoriani, per sedare la rivolta fin dal principio, tre tribuni, che però fallirono nel tentativo.

#### L'assassinio

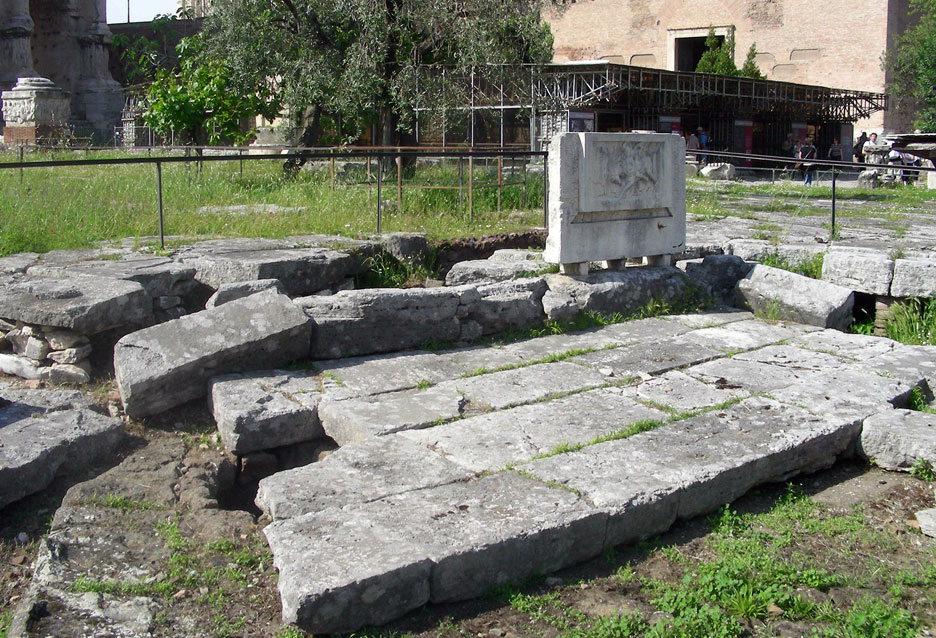
Il Lacus Curtius oggi: nei pressi di questo luogo Galba fu assassinato dai soldati

Galba, che era nel Palazzo, decise di affrontare subito la rivolta e, appena accennò a uscire, si sparse la voce che Otone fosse stato ucciso nell'accampamento e la falsa voce si diffuse rapidamente. Galba, volendo sapere la verità sull'accaduto, fu portato fuori su una portantina, mentre gli si presentava il presunto assassino. Intanto nell'accampamento i soldati erano entusiasti e portarono sulle spalle Otone sulla tribuna dove poco prima c'era la statua dorata di Galba e tutta la legio I Adiutrix si unì, prestando giuramento. Mentre si avvicinava al foro, Galba veniva portato qua e là dalla folla impaurita.
A Otone giunse notizia che il popolo si stesse armando contro di lui e quindi ordinò agli uomini di precipitarsi a prevenire ciò; questi irruppero armati su cavalli nel foro, calpestando popolo e senatori. Quando si vide i soldati addosso, il portainsegna della coorte che accompagnava Galba strappò dall'asta l'immagine di quello e la gettò a terra e, a quel segnale, tutti i soldati si inchinarono a Otone, mentre la moltitudine fuggì e il foro rimase vuoto, come scrisse Tacito:
(Tacito, Historiae I, 41)
Insieme a Galba furono uccisi Tito Vinio e Pisone. 
Le teste di Pisone, Galba e Vinio furono portate in processione su lunghe aste fra le insegne delle coorti accanto all'aquila della legio I Adiutrix, mentre gli uccisori mostravano le mani insanguinate e chi aveva assistito alla strage la esaltava. La sera dello stesso giorno Otone concesse ai famigliari di Pisone, cioè la moglie Verania e il fratello Scriboniano, e a Crispina, figlia di Vinio, il diritto di cremare e seppellire i corpi, ma prima fu necessario riscattare le teste.
Il corpo di Galba rimase, invece, per molte ore abbandonato e fu straziato orribilmente, finché Argio, suo liberto e amministratore del patrimonio, riuscì a dargli un'umile sepoltura nei giardini privati; la testa, che alcuni inservienti avevano innalzato sulle aste e sfregiato davanti al tumulo di Patrobio, liberto di Nerone, condannato a morte da Galba, fu ritrovata il giorno dopo e ricongiunta al corpo già cremato. In seguito Vitellio trovò 120 richieste di compenso per atti notevoli nel massacro e ordinò che coloro che le avevano redatte fossero trovati e uccisi, non per onorare Galba, ma per difesa personale.

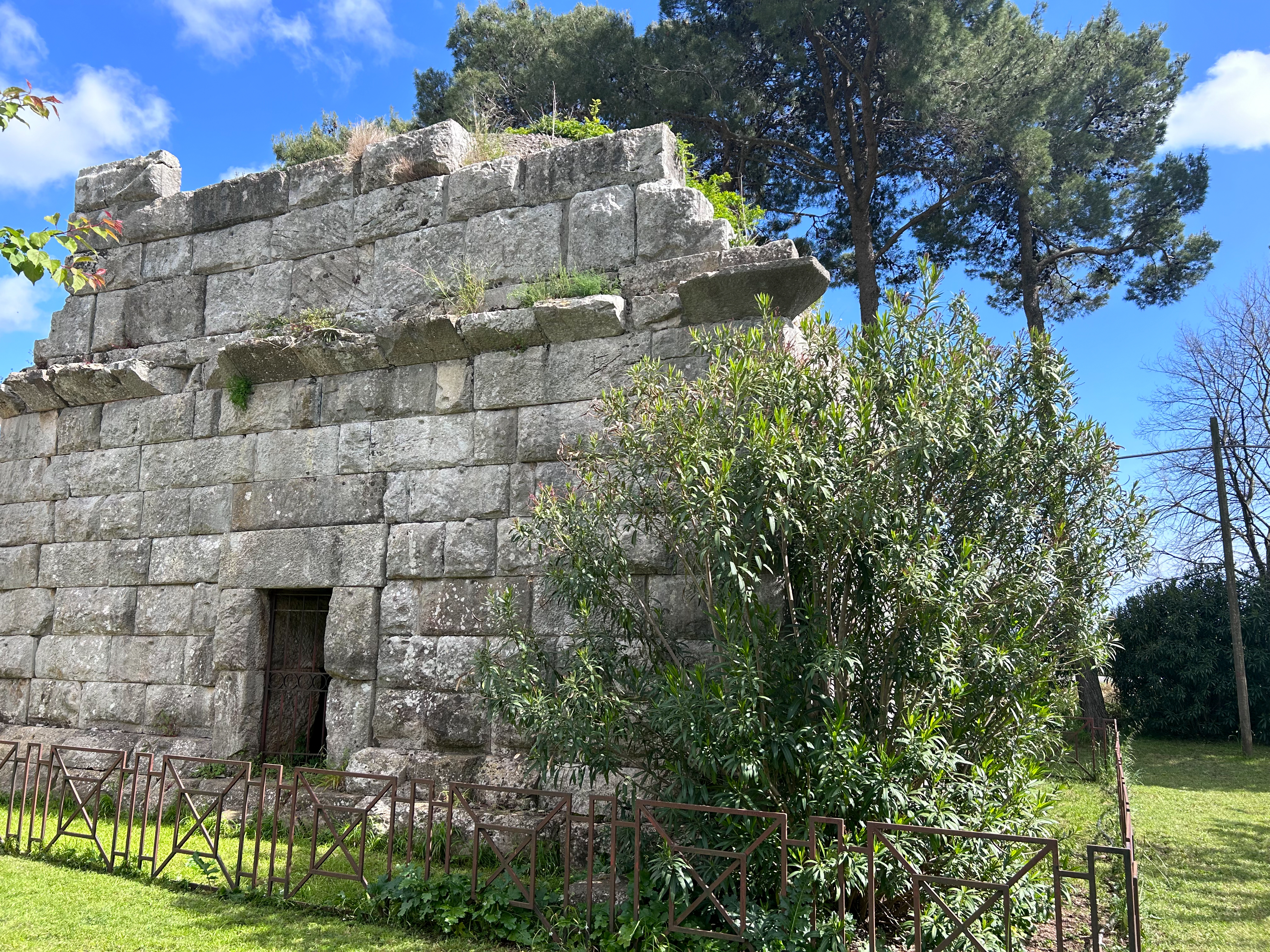
Mausoleo attribuito all'imperatore Galba, sulla via Appia

Ora il popolo malediceva Galba e acclamava Otone. Il prefetto Lacone, che era su un'isola apparentemente esiliato, fu ucciso da un inviato di Otone. Icelo fu giustiziato in pubblico come liberto e Otone permise che i cadaveri fossero sepolti. Allo stesso modo, Svetonio ricorda che:
(Svetonio, De vita Caesarum, Galba, 23)
Secondo una tradizione popolare, il mausoleo di Galba si trova a Monte San Biagio, nei pressi del suo luogo natale.

### Giudizio storico

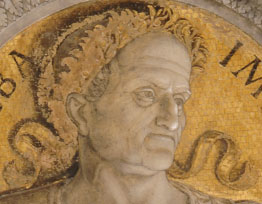
Volto di Galba dipinto nella Camera degli Sposi a Mantova

Con la salita al trono di Otone, Galba fu colpito dalla Damnatio Memoriae, in seguito annullata da parte di Vespasiano; lo storico Publio Cornelio Tacito, riportata la notizia del suo funerale, lo descrisse con queste parole:
(Tacito, Historiae, I, 40)

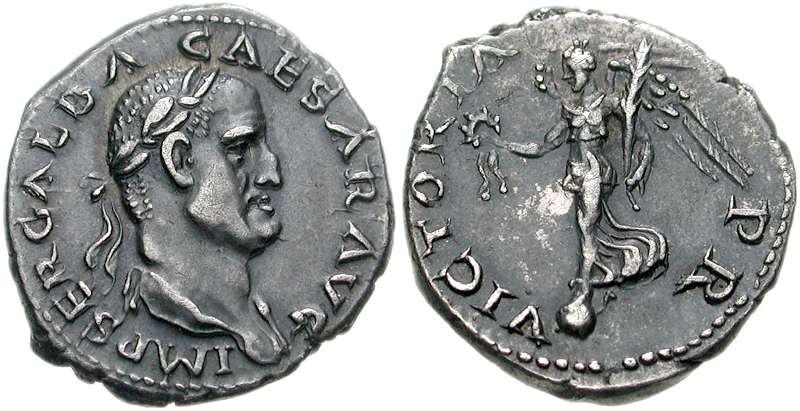
Denario di Galba

Plutarco di Cheronea, contemporaneo di Tacito, concluse così la propria biografia su questo imperatore:
(Plutarco, Vita di Galba)
Il giudizio di Tacito influenzò non poco la storiografia seguente, la quale tendenzialmente conservò l'opinione assai poco lusinghiera del grande storico latino che attribuì a Galba diversi errori. In primo luogo viene rimproverato come miope e sconsiderato l'atteggiamento di Galba nei confronti dell'esercito della Germania (di cui per altro era stato comandante sotto Caligola): infatti, la sostituzione di un generale abile, esperto e popolare come Virginio Rufo e l'eliminazione dell'altro comandante Fonteio Capitone, sebbene corrotto e infido, non fecero altro che istillare nelle truppe un profondo risentimento nei confronti dell'imperatore e del partito anti-neroniano, fino a spingerle alla rivolta quando apparve chiaro che i generali Ordeonio Flacco e Aulo Vitellio non erano in grado di mantenere l'ordine.
In secondo luogo, Galba ripeté lo stesso errore compiuto in Germania con le truppe di stanza a Roma: infatti, il rifiuto di ottemperare alle promesse di donativo compiute in suo nome da Ninfidio Sabino, la spietata repressione dei disordini della legione marittima reclutata da Nerone, il congedo delle milizie germaniche e della legione da lui portata dalla Spagna lo resero assai impopolare e gli tolsero ogni difesa. In conseguenza di ciò divenne facile per Otone acquistarsi il favore dei soldati e deporre Galba.
Poi, lo strapotere dei suoi cortigiani, del suo liberto personale Marciano Icelo, del prefetto del pretorio Cornelio Lacone e del console Tito Vinio, persone avide e incapaci, screditarono il governo e l'immagine di Galba e contribuirono non poco a rendere inutili e impopolari i tentativi di Galba di rimettere ordine nelle finanze e di bonificare la corte dai vizi neroniani. Infine, fallì il tentativo di Galba di consolidare il proprio potere con l'adozione di Pisone Liciniano, per il semplice motivo che Pisone, sebbene fosse giovane, mancava di qualunque esperienza amministrativa o militare ed era sconosciuto ai soldati. La sua nomina, in sintesi, non solo non giovò alla popolarità di Galba, ma anzi indusse Otone, antico sostenitore di Galba, alla rivolta che depose l'imperatore e la sua corte.

## Famiglia
Sposò Emilia Lepida, da cui ebbe due figli maschi che morirono giovani nello stesso periodo della loro madre.
Galba non si risposò mai, secondo alcuni perché devoto alla moglie defunta, secondo altri perché in realtà preferiva sessualmente gli uomini e aveva sposato Lepida solo per motivi di immagine e per avere una discendenza.

### Fonti antiche
- Svetonio Tranquillo, De vita Caesarum, Galba
- Publio Cornelio Tacito, Historiae
- Aurelio Vittore, De Caesaribus 6
- Cassio Dione Cocceiano, Storia Romana libro 64
- Anonimo, Epitome de Caesaribus 6
- Eutropio, Breviarium ab Urbe condita 7.16
- Plutarco, Vita di Galba

### Fonti secondarie
- Rhiannon Ash, Ordering Anarchy: Armies and Leaders in Tacitus' Histories, Ann Arbor (Michigan), University of Michigan Press, 1999,  pp. 73-94, ISBN 0-472-11113-2.
- Ludwig Braun, Galba und Otho bei Plutarch und Sueton, in Hermes, vol. 120, n. 1, 1992,  pp. 90-102.
- Stavros Frangoulidis, Tacitus, Plutarch and Suetonius on the Death of Galba, in Favonius, vol. 3, 1991,  pp. 1-10.
- Hans Jucker, Der Ring des Kaisers Galba, München, C.H. Beck, 1975,  pp. 349-364.
- Charles L. Murison, Galba, Otho and Vitellius: Careers and Controversies, Hildesheim; New York, G. Olms Verlag, 1993.
- Krzysztof Nawotka, Imperial Virtues of Galba in the Histories of Tacitus, in Philologus, vol. 137, 1993,  pp. 258-263.
- Jacques Sancery, Galba ou l'armée face au pouvoir, Parigi, Belles lettres, 1983.
- Ronald Syme, Partisans of Galba, in Historia, vol. 31, 1982,  pp. 460-483.
- Peter Schunk, Studien zur Darstellung des Endes von Galba, Otho und Vitellius in den Historien des Tacitus, in Symbolae Osloenses, vol. 39, n. 1, 1964,  pp. 38-82, ISSN 0039-7679.
- (DE) Max Fluß, Sulpicius 63, in Paulys Realencyclopädie der Classischen Altertumswissenschaft, vol. IV A,1, Stoccarda, 1931,  col. 772–801.